# バンゴー (メイン州)
バンゴー（英: Bangor、英語発音: [ˈbæŋɡɔr], |BANG|gor または英語発音: [ˈbæŋɡər], BANG|gər 、バンゴール、バンゴア、またはバンガーとも表記される）は、アメリカ合衆国メイン州の都市。ペノブスコット郡の郡庁所在地である。人口は3万1753人（2020年）で、州第3の都市である。ペノブスコット郡全体で構成されるバンゴー都市圏の中核である。
バンゴーの影響力は人口密度の低い州東部と北部全域に及んでいる。ペノブスコット、ピスカタキス、ハンコック、アルーストック、およびワシントンの5郡地域の人口は33万人以上であり、その中でバンゴーは最大の市場町、物流センター、交通中継点および報道の中心である。
バンゴーはペノブスコット湾からペノブスコット川を48キロメートル遡り、ケンダスキーグ川と合流する所にある。隣のブルーアー市とは橋で繋がれている。その他の郊外町としては、オロノ（メイン大学がある）、ハムデン、ハーモン、オールドタウン、グレンバーンおよびビージーがある。

## 歴史

### 前史から植民地時代
現在のバンゴー市がある地域にはペノブスコット族インディアンが長い間住んでおり、現在も近くにあるペノブスコット・インディアン居留地内の部族用地を占有している。この地に初めてヨーロッパ人が訪れたのは1524年のポルトガル人エステバン・ゴメスであり、その後1605年のサミュエル・ド・シャンプランが続いた。シャンプランは現在バンゴーがある所にあると考えた伝説の都市ノランベガが探していた。フランスの宣教師がペノブスコット族の間に入り、ペノブスコット川流域は1750年までフランスとイギリスが領有を争い、ニューイングランドの一部となったことでは最後の地域だった。
バンゴーとなったイギリス系アメリカ人の開拓地は1769年にジェイコブ・バスウェルによって始められ、当初はコンデスキーグ（あるいはケンダスキーグ）・プランテーションと呼ばれた。1772年までに12の家族が入り、製材所、店舗および学校があった。この都市に開拓地で最初の子供メアリー・ハワードが生まれた。1790年、デイビッド・ウォールがバスウェルのことを「年寄りのいまいましい灰色髪の地獄の盗人」と呼び、セス・ノーブル神父を「いまいましい悪党」と呼んだことでバスウェルが訴え出、初めての訴訟となった。
1775年からは。コンデスキーグが条約交渉の場となり、その条約でペノブスコット族は先祖からの土地の大半を諦めることになり、土地の所有権移行はメインが州になった1820年頃に完了した。ペノブスコット族にはバンゴーから上流の島、開拓者が「インディアン・オールドタウン」と呼ぶ所にある主要集落のみが残されることになった。最終的にはオールドタウンという名前を採用した白人開拓地がその集落からペノブスコット川対岸に置かれ、集落は「インディアン・アイランド」と呼ばれるようになり、現在もペノブスコット族居留地となっている。
アメリカ独立戦争の1779年、大陸軍のペノブスコット遠征隊がカスティーンの戦いで潰走させられてペノブスコット川を川上に逃亡し、遠征隊が使っていた船（少なくとも9隻）の最後のものはバンゴーにいたイギリス艦隊に捕獲または焼却された。このとき森の中に逃亡した生き残りの中にポール・リビアがいた。このときの大陸軍艦船に搭載していた大砲1門がバンゴー中心街の公園に据えられ、沈められた船に積んでいた工作品は今でも河床から回収され続けており、この場所は国定歴史史跡に登録されている。
コンデスキーグは住民567人に成長した1791年に町として編入されることにした。伝説に拠れば、開拓者達はセス・ノーブル牧師をボストンに派遣し、この町を「サンベリー」と名付ける請願を行わせた（当時メイン地区はマサチューセッツ州の一部だった）。ノーブルのお気に入りの歌は「バンゴー」（バンゴーの交唱聖歌集に因む）と題するウィリアム・タンシュアによる賛美歌であり、酒に酔っていたかあるいは誤解していたかで、町の名前をバンゴーにしてしまった。
バンゴーは米英戦争の間に、ハムデンの戦いで地元民兵隊が潰走した後に、イギリス軍に襲われた。選出された者達が町の降伏を受け容れた後、イギリス軍は30時間店舗や住居を襲い、港の船や船台に乗っていた未完の船を焼くと脅かした。選出された者達は船台の船が燃やされると町に拡がることを恐れたので、保証書を書いて11月末までに未完の船を仕上げて届けるとイギリス軍に約束することで取引をした。イギリス軍は耐航海性のある船をペノブスコット川の中央に浮かべてその幾隻かには火を付け、その他の船には馬や牛を乗せてカスティーンの基地に戻った。そこの基地は戦後の1815年4月26日まで占領しており、その後にカナダに帰った。イギリス軍がバンゴーの町に留まったのはわずか30時間だったが、ある証言に拠ると、戦勝祝いのさなかで兵士達が土地のラム酒にたいそう酔っぱらい、士官達が反撃を食らったらとても抵抗できないと考えたからだとのことである。

### 製材業

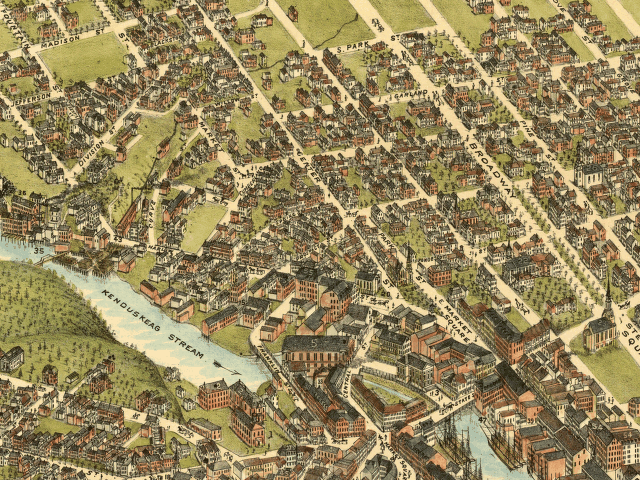
1875年のバンゴー

19世紀、バンゴーは材木積出港として繁栄し、自ら「世界の製材首都」と名乗るようになった。土地の製材所（300から400もあった）の大半は、オロノ、オールドタウン、ブラッドレーおよびミルフォードのような上流の町にあり、バンゴーは資本、港湾施設、物資の供給および娯楽を管理していた。バンゴーの資本家は森林の大半も所有していた。バンゴー木材の主な市場は東海岸の都市であり、ボストンやニューヨークは大半がメインの木材で建設されたが、少なからぬ量がカリブ海に直接運ばれた。カリフォルニア・ゴールドラッシュの時には建設用木材がケープホーンを回って運ばれたときは特に活発になった。その後カリフォルニア州北部や、オレゴン州とワシントン州にも製材所が造られた。バンゴー市民はその後メインの製材文化を太平洋岸北西部に移植しゴールドラッシュにも自ら参加した。ワシントン州バンゴー、カリフォルニア州バンゴーおよびネバダ州リトルバンゴーはこのような経過の遺産である。
水夫や木樵達がその乱暴さで町の評判を拡げた。その馴染みの地盤は「悪魔の半エーカー」と呼ばれた（これと同じ名前がほぼ同じ時期にペンシルベニア州のデビルズ・ハーフエーカーに与えられた）。1830年代に近くのカナダからアイルランド移民が到着し始め、地元のヤンキーとの間に職を求めた争いになり、1833年には何日も続いた恐ろしい派閥暴動に発展し、民兵隊が鎮めなければならなかった。バンゴーの町は警察力を備える必要性を認識し、1834年に市制を始めた。アイルランド系カトリック教徒と後にはユダヤ人が、カナダ大西洋岸から来た多くの移民と共にその地域社会を作った。1910年にバンゴーに住んでいた205人の黒人の中で、3分の1以上はカナダ出身だった。
1838年から1839年に起こったイギリスとの国境紛争である無血のアルーストック戦争のときはバンゴーが政治的扇動の中心になった。地元の政治家達は、以前に2度にわたってペノブスコット川で暴力を揮ったイギリス海軍に警戒して、連邦政府を動かし1844年から1865年の間、バンゴーの下流プロスペクトに大型御影石造りのノックス砦を建設させた。この砦が戦闘に使われることは無かったが、今では地域の最も著名な歴史的建造物の一つになっている。

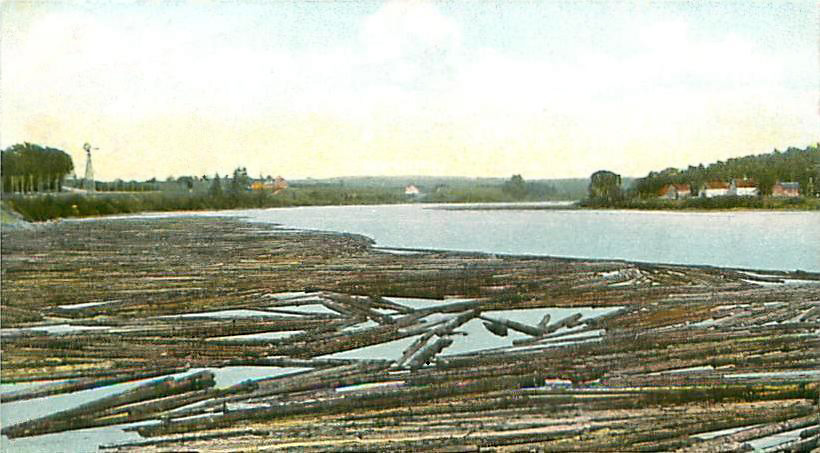
1910年の材木ブーム

「材木男爵」の多くが、念入りなギリシャ復古調やビクトリア様式の家屋を建設し、それらは今でもブロードウェイやウェストブロードウェイおよび市周辺のあちこちに立っている。また数多い存在感ある古い教会と緑陰樹の天蓋でも有名である。その美しさの故に、市は「東部の女王の市」と呼ばれた。その短縮形である「女王の市」という名称は地元のクラブ、組織、行事および事業で使われている。
19世紀のバンゴーは材木の積み出しに加えて、モカシン（鹿皮製の靴）の主要な製造者であり、1880年代には年間10万足以上を出荷した。

### 奴隷制問題と南北戦争
南北戦争に繋がる年月で、バンゴーは反奴隷制政治の中心となった。これはバンゴー神学校の影響が有ったことにも拠っていた。1837年にはアメリカ反奴隷制度協会の支部があり、会員は105人いた。さらに会員100人以上の女性反奴隷制度協会もあった。1841年、反奴隷制度を掲げる自由党の知事候補がメイン州のどの市よりもバンゴーで多くの票を獲得したが、結果は急進的ではないバンゴー出身のエドワード・ケントに大差で敗れた。近くのオロノ出身でアメリカ合衆国下院議員のイズラエル・ウォッシュバーン・ジュニアが下院議員30人をまとめて共和党を結党する議論を始め、1854年6月2日のバンゴーにおける演説で「共和党員」という言葉を初めて使った政治家になった。
近くのハムデン出身のハンニバル・ハムリンがエイブラハム・リンカーン大統領の最初の副大統領となり、少なくとも教養あるエリート達に反奴隷制度感情を強化することに役立った。バンゴー市は次第に共和党に対する熱が高まり、1861年8月17日には民主党系新聞「バンゴー・デイリー・ユニオン」の事務所が暴徒に襲われ、印刷機などの物資が通りに放り出されて焼かれた。編集者のマーセラス・エメリーは暴力に怯えたが、無傷で逃げ出した。新聞発行を再開したのは戦後になってからだった。
バンゴーと周辺の町は南北戦争と深く関わった。地元で集められた第2メイン志願歩兵連隊（バンゴー連隊）が1861年に州内から出た最初の部隊となり、第一次ブルランの戦いでは重要な役割を演じた。バンゴーで集められた第1メイン重砲兵連隊は地元の商人に率いられていたが、戦争中に北軍のどの連隊よりも多くの兵士を失った（特に1864年の第二次ピーターズバーグの戦いでの突撃による損失が大きかった）。近くのブルーアーの町出身のジョシュア・チェンバレン少将が指揮した第20メイン歩兵連隊は、ゲティスバーグの戦いでリトルラウンドトップを死守して名声を得た。ユリシーズ・グラント将軍は、南軍のロバート・E・リーが1865年4月にアポマトックス・コートハウスでそのバージニア軍を降伏したとき、チェンバレン将軍にそれを受け容れる栄誉を与えた。チェンバレンはバンゴーまたは周辺のペノブスコット郡出身で南北戦争中に名誉勲章を得た8人の軍人の一人となった。バンゴーとブルーアーの町を繋ぐ橋はチェンバレンと名付けられた。
バンゴー出身で南北戦争中海軍の英雄はチャールズ・A・ブーテルであり、モービル湾の海戦後に南軍艦隊の降伏を受け容れた。バンゴー市内にはブーテルと名付けられた通りがある。バンゴーの多くの船が南北戦争中に公海上で南軍襲撃船に捕まえられた。例えばデルファイン、ジェイムズ・リトルフィールド、メアリー・E・トンプソンおよびゴールデン・ロケットである。
メイン大学（当初はメイン州立カレッジ）は1868年にバンゴーの郊外町オロノに設立された。
1880年代、地元では東部標準時帯の採用を巡って論争があった。バンゴーはこの等時帯に入るには遙か東にあり過ぎたからだった。一時は反東部標準時帯の市長（J・F・スノー）をすら選出し、2つの等時帯がある時期もあった。その時計を東部標準時に設定する市民がおれば、地元時間で設定する市民も居た。この問題は州議会で決着され、メイン州全体で東部標準時を採用した。
メイン州は1851年の「メイン法」の成立で最初のドライ（アルコールの販売を禁止）州になったが、バンゴーは「ウェット」のままに残った。1890年には142の酒場があった。地元の警官や政治家は見て見ぬふりをしており（「バンゴープラン」と呼ばれる形式上の科料という形で賄賂が贈られていた）、国内でも最も長い禁酒法をバカにしていた町となった。

### 20世紀初期

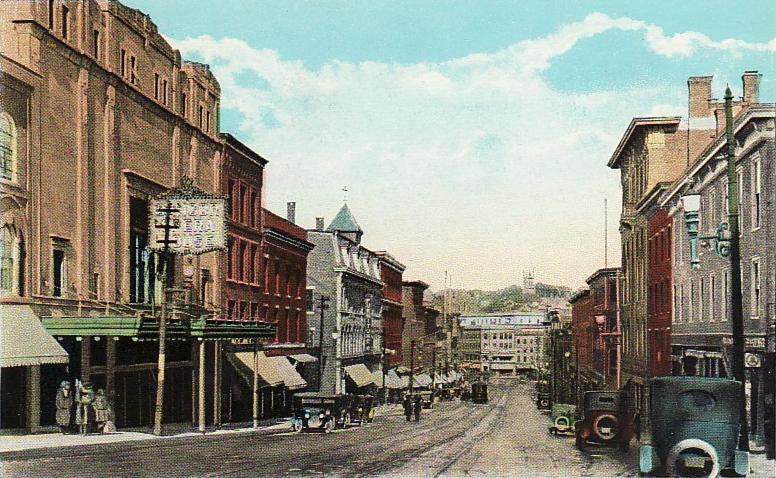
メインストリート、1920年頃

1900年、バンゴーは相変わらずイングランドに木製糸巻きを、イタリアに木製果実箱を輸出していた。年平均で2,000隻の船舶がバンゴーを訪れた。しかし、その木材出荷港としての日々が長くなり、メイン州の木材は製紙業によって購入されるようになり、ペノブスコット川沿いの町々に大規模な製紙工場が建設された。木材から紙への転換は20世紀第1四半期に完了し、バンゴーの事業は製紙業を相手にして繁栄を続けた。地元の資本家達はメイン州北部のアルーストック郡に至る鉄道線（バンゴー・アルーストック鉄道）にも投資し、その地域が開拓されるようになった。
1909年、ロバート・E・ピアリーが北極点に達する最初の遠征隊を率いた後で、列車でカナダからアメリカ合衆国に戻り、バンゴーを通ったときに歓迎会が開催され、彫刻のある銀杯を贈られた。ピアリーの北極探検船ルーズベルト号はバンゴーの直ぐ南、ベロナ島で建造されていた。
1911年4月30日、ケンダスキーグ川に近い干し草小屋の燃えさしが近くの建物に燃え移り、1911年の大火を起こした。この火事は中心街の大半を破壊し、市の様相を変えたが、1871年の有名なシカゴ大火の場合と同様、バンゴーも再び立ち上がり繁栄を取り戻した。現在の中心街大半は「大火後の歴史地区」としてアメリカ合衆国国定歴史建造物に登録されており、一部はこの大火を生き残り、「ウェストマーケットスクエア歴史地区」となっている。
1913年、ペノブスコット郡保安官が禁酒法を強制しなかったことで、メイン州議会から弾劾され排除されたときに、バンゴーのドライ派とウェット派の戦いが加熱した。翌年後任保安官も同じ理由でメイン州知事から辞任を求められたが、この保安官は拒んだ。3人目の保安官も1918年に知事から排除されたが、民主党から即座に再指名された。禁酒法運動家のキャリー・ネイションは1902年に混乱を起こさせた後で、バンゴー・ハウス・ホテルから強制排除されていた。
1915年、ドイツ人工作員ワーナー・ホーンがバンスボロの国際鉄道橋を爆破しようとしたが、逮捕されてバンゴーでの連邦裁判所に召喚された。この年、イギリスの戦債を支払うために金塊1億ドル相当が列車でハリファックスからニューヨークまで運ばれ、同じ橋を渡ってバンゴーを通った。
バンゴーの町にも1918年のスペイン風邪が流行し、100人以上が死んだ。これはバンゴーの歴史で最悪の「自然災害」となった。
1937年秋、「公共の敵」アル・ブラディとその「ブラディ・ギャング」のメンバーが、メイン州では最悪の銃撃戦で殺された。バンゴーのセントラル通りでブラディとその2人の手下がデーキンのスポーティンググッズ店から銃と弾薬を買おうとした後で、連邦の工作員が彼等を襲った。ブラディはマウントホープ街北側にあるマウントホープ墓地の公共地区に埋葬されている。最近までブラディの墓には印が無かった。1990年代に学校生徒の一団が木製の標識をその墓に建て、2007年には恒久的な石造のものに置き換えられた。

### 第二次世界大戦と戦後
第二次世界大戦の間、バンゴーにあるダウ航空基地（後のダウ空軍基地）はヨーロッパに行き来するアメリカ陸軍航空隊飛行機の主要な出発点になった。バンゴー公共図書館にある「栄誉の本」には、バンゴー出身で戦中に死亡した112人の写真と死亡通知書が保存されている。またバンゴーには捕虜になったドイツ兵の小さな収容所もあり、メイン州北部にある大規模なキャンプ・ホールトンの支所として使われた。
1944年11月、Uボートからメイン州海岸に上陸したドイツ人スパイがヒッチハイクでバンゴーに入り、そこから列車でニューヨークに行った。彼等は連邦捜査局の広範な捜索後に逮捕され裁判に掛けられた。
戦後、ダウ航空基地は戦略航空軍団の基地になり、その後バンゴー国際空港に転換された。1970年代からは、ヨーロッパからアメリカ国内あるいはメキシコに向かう飛行機がバンゴーで給油し、特にチャーター機を使った数十万人の乗客がバンゴーの税関を通過した。この空港は第一次および第二次の湾岸戦争から帰国する部隊の入口になった。
1960年代後半に都市再生計画で古い市役所や鉄道駅のような中心街の目印を破壊したことは、現在大きな誤りだったと考えられている。これは市中心の衰退の始まりとなり、1978年のバンゴー・モールの建設やその後の郊外型大規模小売店の建設で加速されただけである。バンゴー中心街は1990年代に回復を始め、書店、カフェ・レストラン、ギャラリーおよび博物館が空白になっていた商店街を埋めた。最近のウォーターフロント再開発で歴史中心における文化的生活に焦点を当て直すようになった。
1992年、バンゴーはクライスラー大西洋横断気球競争の出発点になった。これは5カ国のチームがヨーロッパを目指すものだった。ベルギーのチームが勝利し、アメリカのチームはコースを外れて、北アメリカからアフリカに渡った最初の気球乗りになった（モロッコのフェズ近くに着陸し、滞空期間と距離で記録を作った）。
1992年にはまた、バンゴーを出発点としてU-2偵察機を転換した機体を使ったNASAの研究飛行が行われ、オゾン層におけるオゾンホールが北半球では特に大きくなっていることがわかり、ハロゲン化アルキルの段階的廃止を促進することになった（モントリオール議定書のコペンハーゲン改正）。

## 地理
バンゴーは北緯44度48分13秒 西経68度46分13秒 / 北緯44.80361度 西経68.77028度に位置する。アメリカ合衆国国勢調査局による報告では、バンゴーの市域全面積は34.7平方マイル (90.0 km2)、このうち陸地が34.5平方マイル (89.2 km2) であり、水域は0.3平方マイル (0.8 km2)、水域率は0.86%である。
バンゴー市の地理はその繁栄と成長の限界の双方の要素だった。バンゴーより上流のペノブスコット川流域は広く深い森であり、余りに北に有りすぎてアメリカ人開拓者に農業を始めようという気にはさせなかった。この同じ条件が製材業には理想的なものであり。冬の深い雪は馬に曳かせて材木を森から運び出すのに都合が良かった。ペノブスコット川あるいはその支流まで引き出せば、春の雪解け時に材木を水に浮かべて下流まで運び、バンゴーの直ぐ上流にある滝の製材所（水力でノコギリ刃を動かした）まで運んだ。製材された材木は満潮時にバンゴーのドックから積み出され、世界中の木材を必要とする所どこでも仕向けられた。近くのメイン州海岸にある森林と遮蔽された入り江も木材貿易に資する造船産業の発展に寄与した。
バンゴーにはライバルであるメイン州ポートランドなど東海岸の港に比べて不利な点があった。北方にあるために港が冬の間は凍り、大型の外洋船舶が入れなかった。森林の多い後背地のために比較的開拓地が少なく、地元の市場は小さかった。
しかし、製材業に好都合だった同じ条件がパルプと製紙業にも魅力有るものとなり、20世紀のペノブスコット川流域を支配した。一つの大きな違いは輸送の問題だった。鉄道で紙が出荷され化学薬品が入荷された。バンゴーはそれまでの川に背を向けて、鉄道の停車場がより重要になった。しかし、製紙業が来たということは、メイン州の森はあと1世紀も開拓されないままとなることだった。
バンゴーのもう一つ地理的な利点は20世紀半ばまで理解されていなかったことだが、アメリカ東海岸とヨーロッパの最短航空路下（大圏航路）にあるということだった。1930年代に飛行場が建設され、1960年代に軍隊の庇護の下に成長を続けたことで、この地理的利点を十分享受することになった。カナダとの国境に近いことも幸いした。バンゴー国際空港はヨーロッパに向かう前のアメリカ合衆国最後の空港であり、ヨーロッパから飛んで来る飛行機がアメリカで最初に見る空港になった。1970年代から1980年代は、ヨーロッパとアメリカ西海岸やカリブ海とを繋ぐ航空路が発展しチャーター機にとってバンゴーは最良の給油地点となった。1990年代に入って長距離航続可能なジェット機が発達してこの利点は小さくなった。
バンゴーが常にうまく活かせなかった潜在的利点とは、カナダの港湾市であるハリファックスとカナダの他の都市（さらにはニューヨーク市）との間にあるその位置だった。1870年代には既に、ヨーロッパから北アメリカへの最短経路としてハリファックスからニューヨーク市に至るバンゴー経由の鉄道を推進していた（イギリスからハリファックスまで蒸気船で結んだ）。ヨーロッパ・北アメリカ鉄道は実際にバンゴーを通って開通し、ユリシーズ・グラント大統領がその開通式を取り仕切ったが、期待に適うほどの商流は起こらなかった。さらに後にハリファックスとモントリオールを結ぶ流通路としてメイン州を通るイースト・ウェスト・ハイウェイの建設されたが、これも無駄だった。カナダのこの2つの部分を結ぶ陸路は、メイン州よりもさらに北側を通った。

### 気候
| バンゴーの気候         | バンゴーの気候 | バンゴーの気候 | バンゴーの気候 | バンゴーの気候 | バンゴーの気候 | バンゴーの気候 | バンゴーの気候 | バンゴーの気候 | バンゴーの気候 | バンゴーの気候 | バンゴーの気候 | バンゴーの気候 | バンゴーの気候  |
| 月                     | 1月            | 2月            | 3月            | 4月            | 5月            | 6月            | 7月            | 8月            | 9月            | 10月           | 11月           | 12月           | 年              |
| ---------------------- | -------------- | -------------- | -------------- | -------------- | -------------- | -------------- | -------------- | -------------- | -------------- | -------------- | -------------- | -------------- | --------------- |
| 平均最高気温 °C （°F） | −2.4 (27.6)    | −0.6 (30.9)    | 4.6 (40.2)     | 11.4 (52.6)    | 18.6 (65.4)    | 23.6 (74.4)    | 26.4 (79.6)    | 25.6 (78.1)    | 20.6 (69.1)    | 14.1 (57.3)    | 7.1 (44.8)     | 0.6 (33.1)     | 12.4 (54.4)     |
| 平均最低気温 °C （°F） | −13.2 (8.3)    | −11.4 (11.4)   | −5.5 (22.1)    | 0.7 (33.2)     | 6.4 (43.6)     | 11.8 (53.3)    | 14.8 (58.7)    | 14 (57.2)      | 9.2 (48.5)     | 3.4 (38.2)     | −1.5 (29.3)    | −9 (15.8)      | 1.7 (35.0)      |
| 降水量 mm （inch）     | 84.8 (3.34)    | 64.5 (2.54)    | 87.4 (3.44)    | 84.3 (3.32)    | 86.4 (3.40)    | 86.6 (3.41)    | 82.3 (3.24)    | 75.9 (2.99)    | 86.1 (3.39)    | 88.4 (3.48)    | 93.7 (3.69)    | 84.6 (3.33)    | 1,005.1 (39.57) |
| 降雪量 cm （inch）     | 45 (17.7)      | 39.6 (15.6)    | 31.5 (12.4)    | 11.7 (4.6)     | 0 (0)          | 0 (0)          | 0 (0)          | 0 (0)          | 0 (0)          | 0 (0)          | 8.9 (3.5)      | 34.8 (13.7)    | 171.7 (67.6)    |
| 平均降水日数           | 10.2           | 7.9            | 10.3           | 10.7           | 9.5            | 11.2           | 10.5           | 8.5            | 10.5           | 10.4           | 9.9            | 10.6           | 120.2           |
| 平均降雪日数           | 7.4            | 6.8            | 5.5            | 2.2            | 0              | 0              | 0              | 0              | 0              | 0              | 1.7            | 6.7            | 30.3            |
| 出典：NCDC March 2010  |                |                |                |                |                |                |                |                |                |                |                |                |                 |

## 人口動態
以下は2000年の国勢調査による人口統計データである。
| 基礎データ - 人口: 31,473人 - 世帯数: 13,713世帯 - 家族数: 7,1854家族 - 人口密度: 352.7人/km2（913.7人/mi2） - 住居数: 14,587軒 - 住居密度: 163.5軒/km2（423.5軒/mi2） 人種別人口構成 - 白人: 94.96% - アフリカン・アメリカン: 1.02% - ネイティブ・アメリカン: 0.98% - アジア人:1.16% - 太平洋諸島系: 0.06% - その他の人種: 0.39% - 混血: 1.43% - ヒスパニック・ラテン系: 1.05% 年齢別人口構成 - 18歳未満: 21.3% - 18-24歳: 12.4% - 25-44歳: 30.3% - 45-64歳: 22.0% - 65歳以上: 14.1% - 年齢の中央値: 36歳 - 性比（女性100人あたり男性の人口） - 総人口: 89.5 - 18歳以上: 85.1 | 世帯と家族（対世帯数） - 18歳未満の子供がいる: 26.1% - 結婚・同居している夫婦: 36.0% - 未婚・離婚・死別女性が世帯主: 12.8% - 非家族世帯: 47.6% - 単身世帯: 37.6% - 65歳以上の老人1人暮らし: 11.5% - 平均構成人数 - 世帯: 2.12人 - 家族: 2.81人 収入と家計 - 収入の中央値 - 世帯: 29,740米ドル - 家族: 42,047米ドル - 性別 - 男性: 32,314米ドル - 女性: 23,759米ドル - 人口1人あたり収入: 19,295米ドル - 貧困線以下 - 対人口: 16.6% - 対家族数: 11.9% - 18歳未満: 16.9% - 65歳以上: 13.1% |

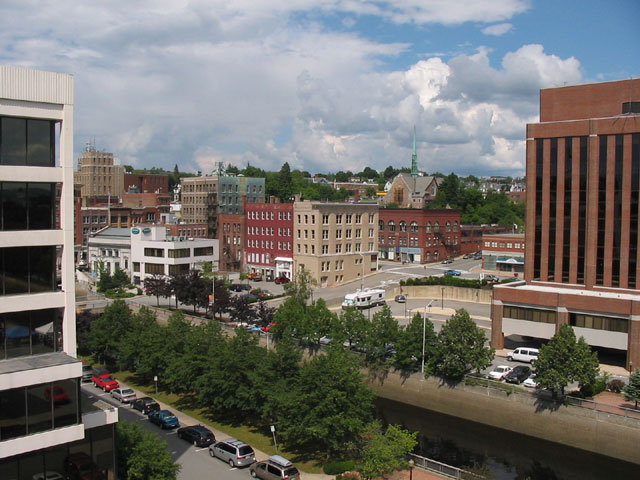
イクスチェンジ通り

2007年時点で、バンゴー都市圏（ペノブスコット郡全体と、ウォルド郡、ハンコック郡の一部を含む）の人口は147,180人であり、2000年と比べると1.56％の成長で、その大半はバンゴーにおける増加だった。バンゴー市民の中で高校卒学歴を持つ市民の割合は85％であり、全国平均の76.5％より高く、大学卒学歴を持つ人口の割合も7.55％と全国平均7.16％より少し高い。人口当たり医者の比率は10万人あたり291人で全国平均の170人よりかなり高い。これは2つの大病院があるためである。

## 文化施設

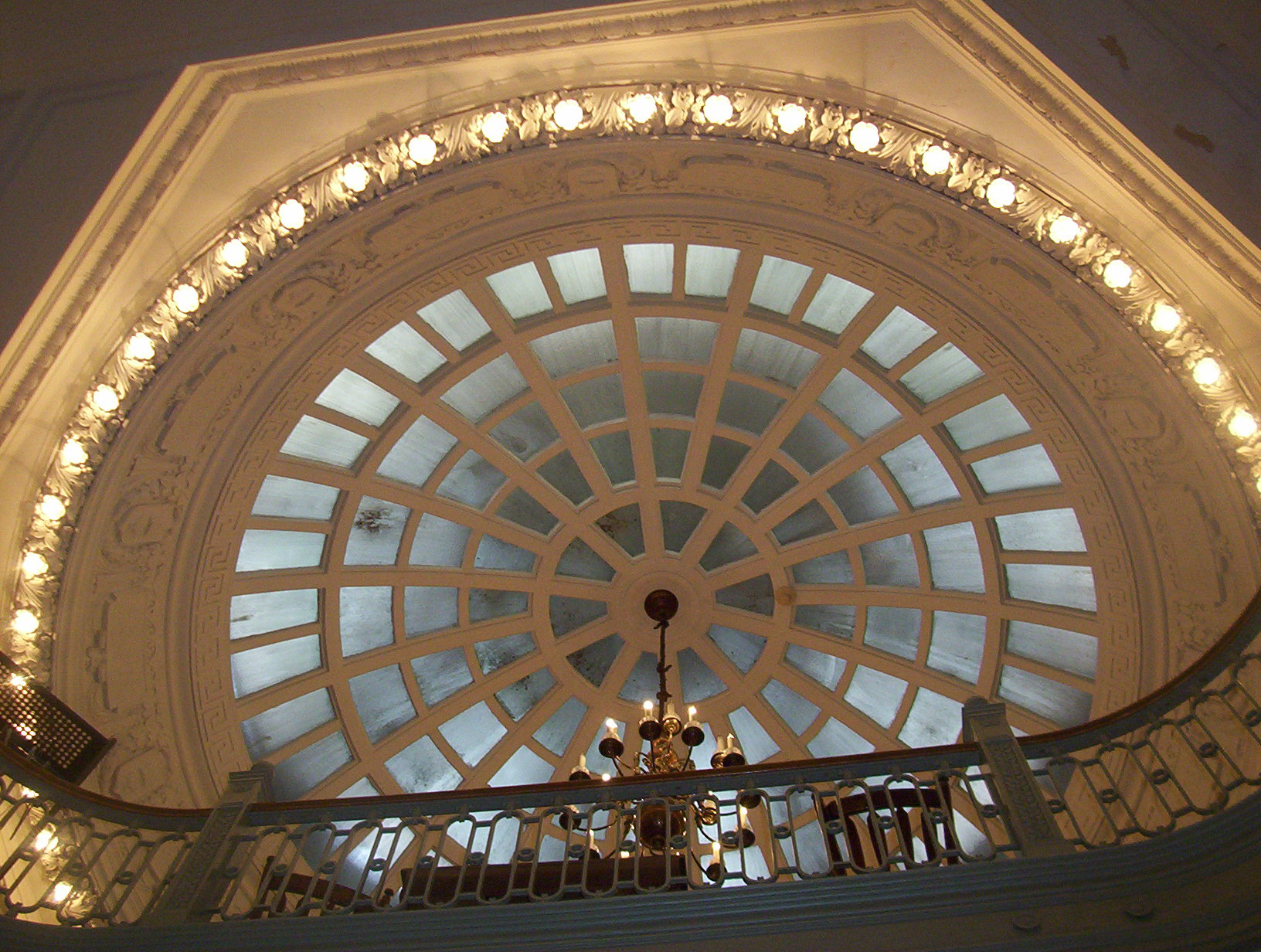
バンゴー公共図書館のドーム

1883年に設立されたバンゴー公共図書館は、その始まりを1830年まで辿ることができ、そのときは小型トランク1つに7冊の本があるだけだった。現在は50万冊以上の蔵書があり、全国でも高い貸し出し率を誇り続けている。
メイン美術館大学はバンゴー中心街のノーランベガ・ホールにあり、ベレニス・アボット、マースデン・ハートレー、ウィンスロー・ホーマー、ジョン・マリン、カール・スプリンクホーンおよびアンドリュー・ワイエスなどの作品を含め、6,500以上の収集品がある。子供のための大きな博物館であるメイン発見博物館は元のフリーズ百貨店に2001年に設立された。バンゴー博物館歴史センターはその展示室以外にトマス・A・ヒル・ハウスを維持している。バンゴー警察署には警察博物館があり、1700年代に遡る収集品がある。元のステイト通り消防署には消防博物館がある。

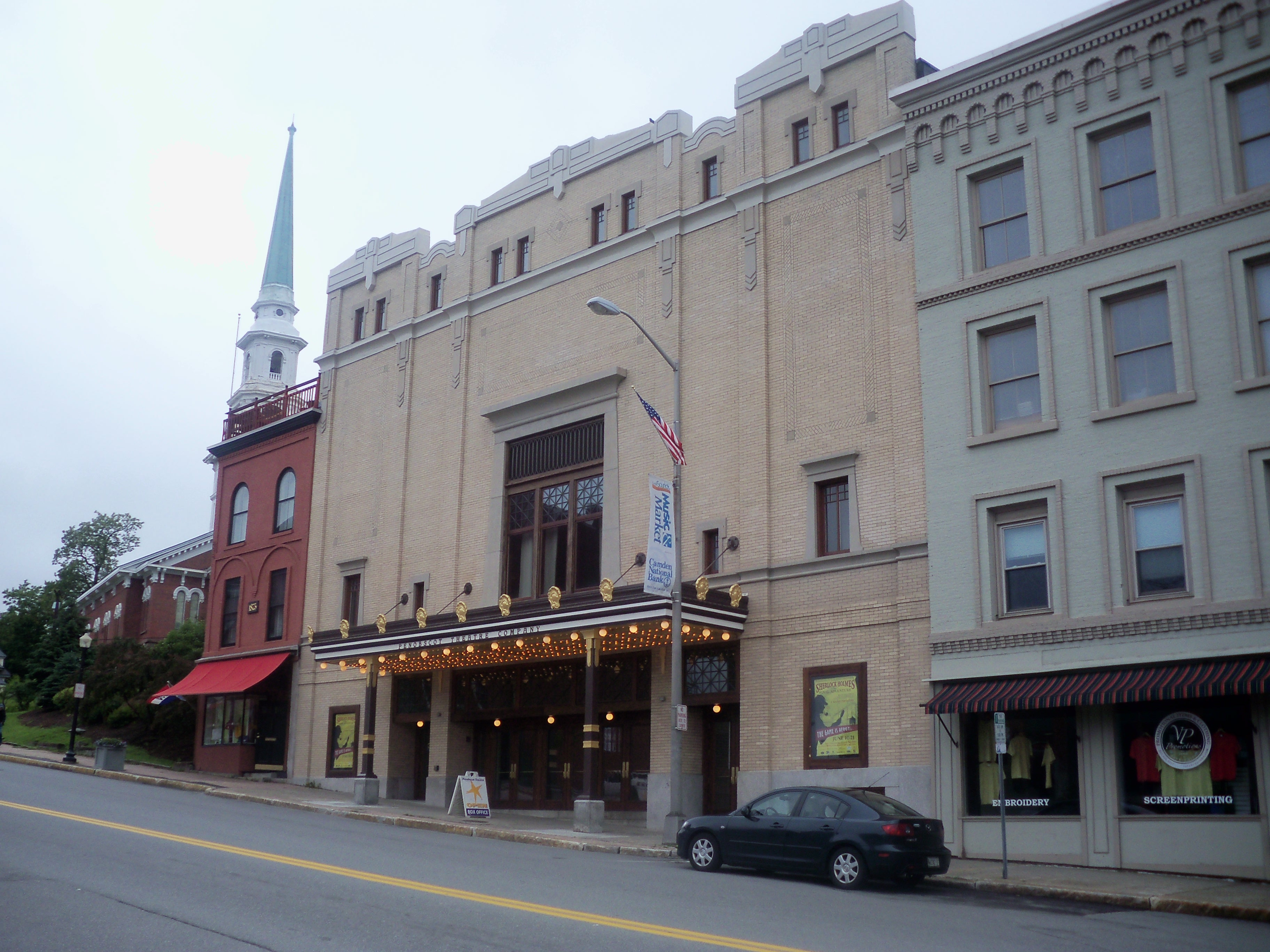
バンゴー・オペラハウス

バンゴーには幾つかの芸能公演会場と集団がある。1896年に設立されたバンゴー交響楽団はアメリカ合衆国の中でも最古の継続して運営されているオーケストラである。1859年に設立されその時以来継続して演奏を続けているバンゴー・バンドは、夏季の毎週、市内の公園で無料コンサートを開いており、過去の指揮者の中にはマーチの作曲家ロバート・E・ホールがいる。1973年に設立されたペノブスコット劇団は歴史あるバンゴー・オペラハウスを本拠にするプロの劇団である。メイン芸術センターは近くのメイン大学にあり、様々な巡業芸能や行事を主催している。リバーシティ・シネマでは、バンゴー中心街で夏の無料屋外映画祭を開催している。
メイン大学システムの本拠であるメイン大学はバンゴーから9マイル (14 km) のオロノの町にあり、市内の文化的側面に影響を与えている。職業を指向したバンゴー・ユニバーシティ・カレッジはメイン大学オーガスタ校と関連がある。バンゴーに1898年に設立されたハッソン大学は毎年2,500人の学生を受け入れており、様々な学部と大学院のプログラムがある。やはりバンゴーにあるビール・カレッジは職業訓練を指向した小さな学校である。1814年に設立されたバンゴー神学校はニューイングランド北部で唯一の正式認可を受けた大学院である。
バンゴーは近くのニューブランズウィック州セントジョン市と姉妹都市を結んでいる。

## 建築

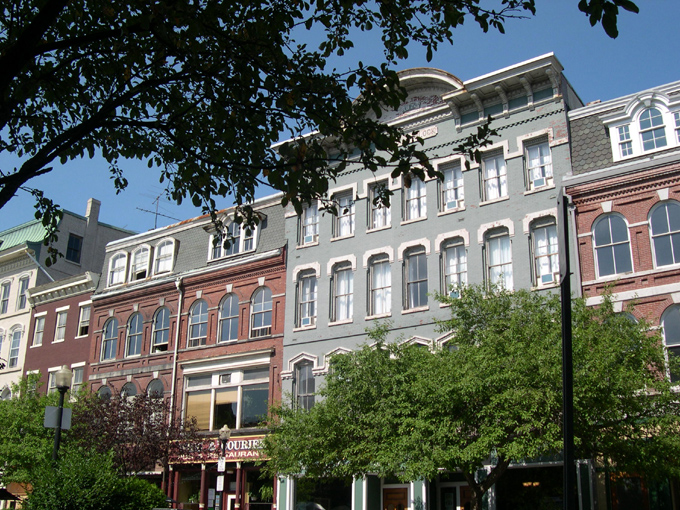
ウェストマーケットスクエア

バンゴーには大半が19世紀の魅力有る都市景観があり、市内の一部は国定歴史史跡に登録されている。また1980年代初期以降、市の歴史保存委員会を運営している。
巨大で優美な屋根板様式建築であるトマス・ヒル・スタンドパイプは市内の大半の場所から見ることができる。また、ボストンの建築会社タウル・アンド・フォスターによって類似した設計になったハモンド通り会衆派教会とユニタリアン教会の尖塔やほぼ同じ頃に建設されたセントジョンズ・カトリック教会の尖塔も有名である。現在はアパートに転換されているバンゴー・ハウス・ホテルは、ボストンの建築家アイザイア・ロジャースによって設計された一連の「パレス・ホテル」の唯一の生き残りである。建設された当時はアメリカ合衆国でこの種としては最初のものだった。全国で2番目に古い庭園墓地であり、チャールズ・G・ブライアントが設計したマウントホープ墓地がある。
イギリス生まれの建築家でゴシック復古調の初期推進者だったリチャード・アップジョンは、アイザック・ファーラーの家（1833年）、サミュエル・ファーラーの家（1836年）、トマス・A・ヒルの家（現在はバンゴー歴史協会が所有）およびセントジョンズ教会（聖公会、1836年-1839年）などバンゴーで初期の注文を受けた。セントジョンズ教会はアップジョンの最も有名な作品であるニューヨーク市のトリニティ教会のすぐ前に設計された。アップジョンはアメリカ建築学会設立者の一人であり、初代会長（1857年-1876年）になった。

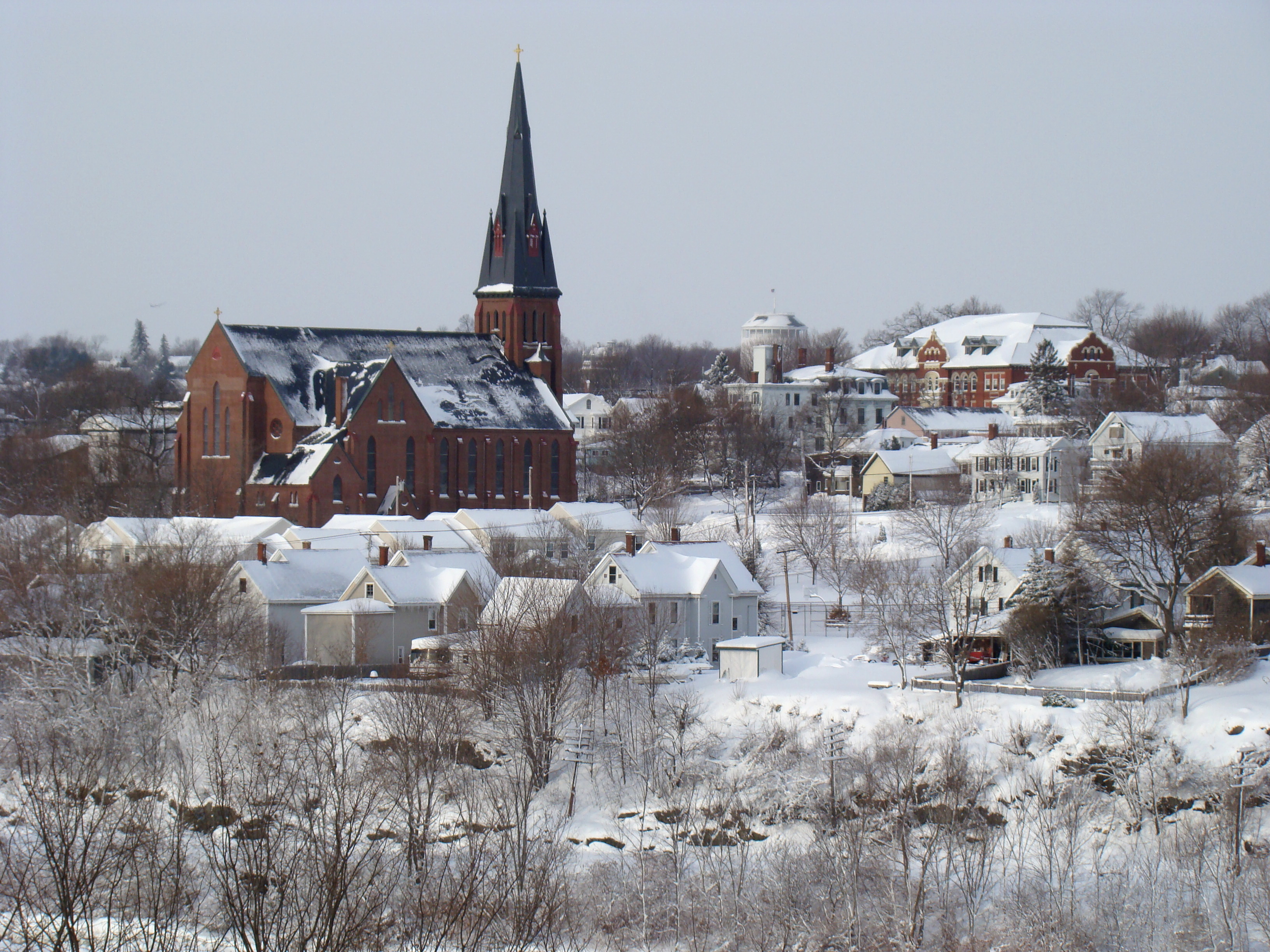
セントジョンズ・カトリック教会、遠くにトマス・ヒル・スタンドパイプが見える

その他の地元の目印としては、ピーボディ・アンド・スターンズによるバンゴー公共図書館、クラム・グウドヒュー・アンド・ファーガソンによるオールソウルズ会衆派教会、ベンジャミン・S・ディーンによるホイールライト・ブロック、およびジョン・カルビン・スティーブンスによる東メイン精神病院がある。また、ギリシャ復古調、ビクトリア様式および植民地復古調の家屋も多く、そのうちの幾つかも国定歴史登録財に指定されている。最も著名なものは1856年建設のウィリアム・アーノルド邸であり、バンゴーでは最大のイタリア様式邸宅で、作家スティーヴン・キングの住居になっている。コウモリと蜘蛛の巣の模様のある鍛鉄のフェンスはキングが付け加えたものである。
米西戦争を始めさせることになった、キューバのハバナ港で破壊された船艦USSメインの船首板がダベンポート公園のチャールズ・ユージン・テフトによる花崗岩製記念碑に収められている。
「ロードサイド建築」の範疇に入るものとして、ノーマン・マーティン制作になる伝説上の木樵ポール・バニアンの巨大で有名な金属の上にガラス繊維を置いた彫像があり、またハワード・ジョンソンが造ったレストランで、国内では2つしか残っていないものの1つがある。

## 公共芸術

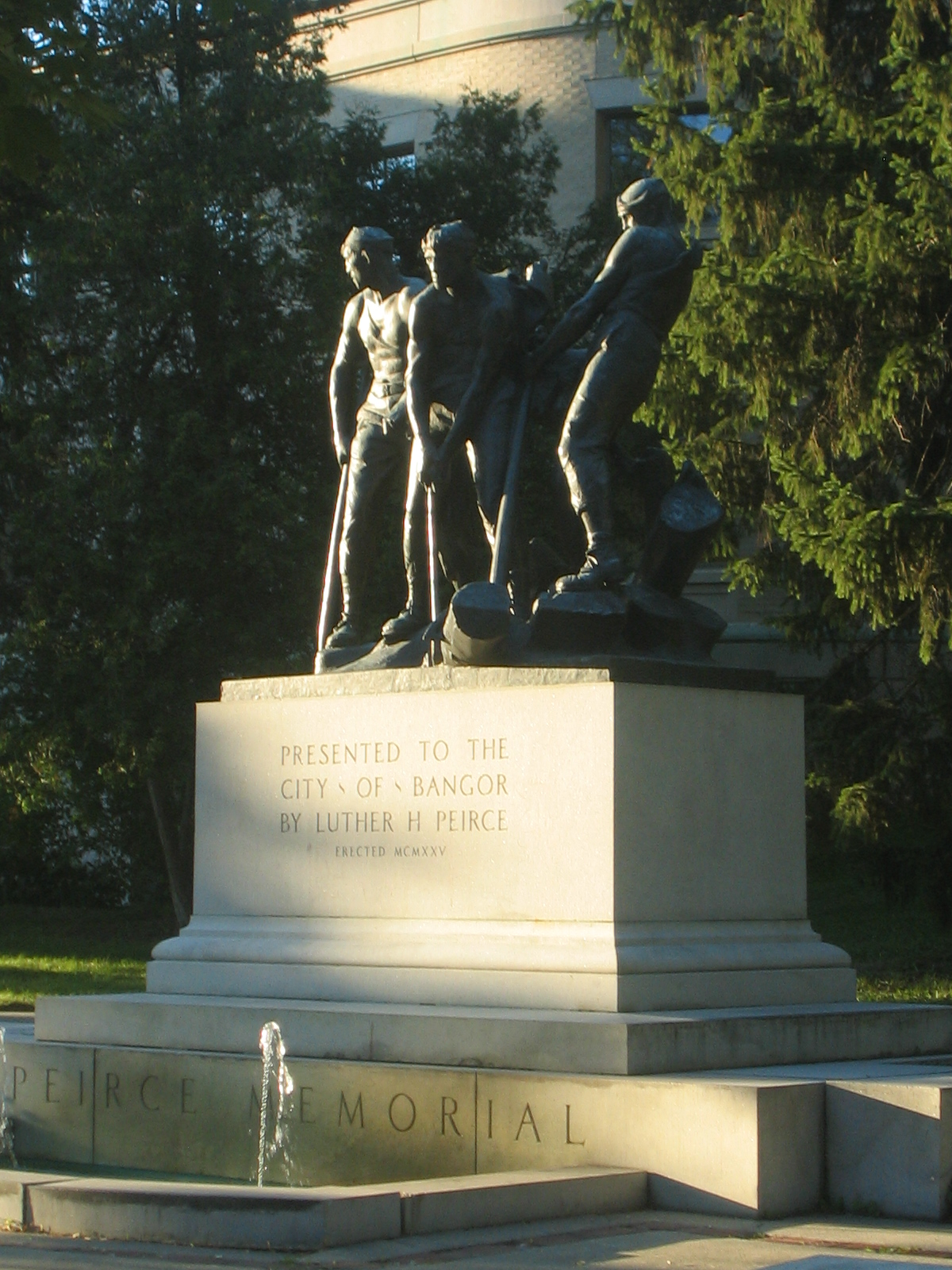
ピアース記念碑

ブルーアー出身の彫刻家チャールズ・ユージン・テフトによる大型青銅像が中心街に3つあり、ペノブスコット川筏乗りを記念するルーサー・H・ピアース記念碑、ケンダスキーグ・モールにあるハンニバル・ハムリン像およびノランベガ・パークウェイにある「勝利の女神」像である。
ウェストマーケットスクエアにある「コミュニティの連続」像は抽象的アルミニウム製彫刻であり、カスティーネの彫刻家クラーク・バトル・フィッツジェラルド（1917年-2004年）が制作した。フィッツジェラルドの作品はコヴェントリー大聖堂、独立記念館およびコロンビア大学にもある。
バンゴー郵便局には、著名なアーティストイボンヌ・ジャケットが制作した3つの部分からなる壁画「秋の拡大」（1980年制作）がある。
ウィンスコンシン州の彫刻家オーエン・バーノン・シャッファーが1962年に制作した第2メイン志願歩兵連隊を記念する大型の銅像はマウントホープ墓地の入口に置かれている。

## 公共の安全

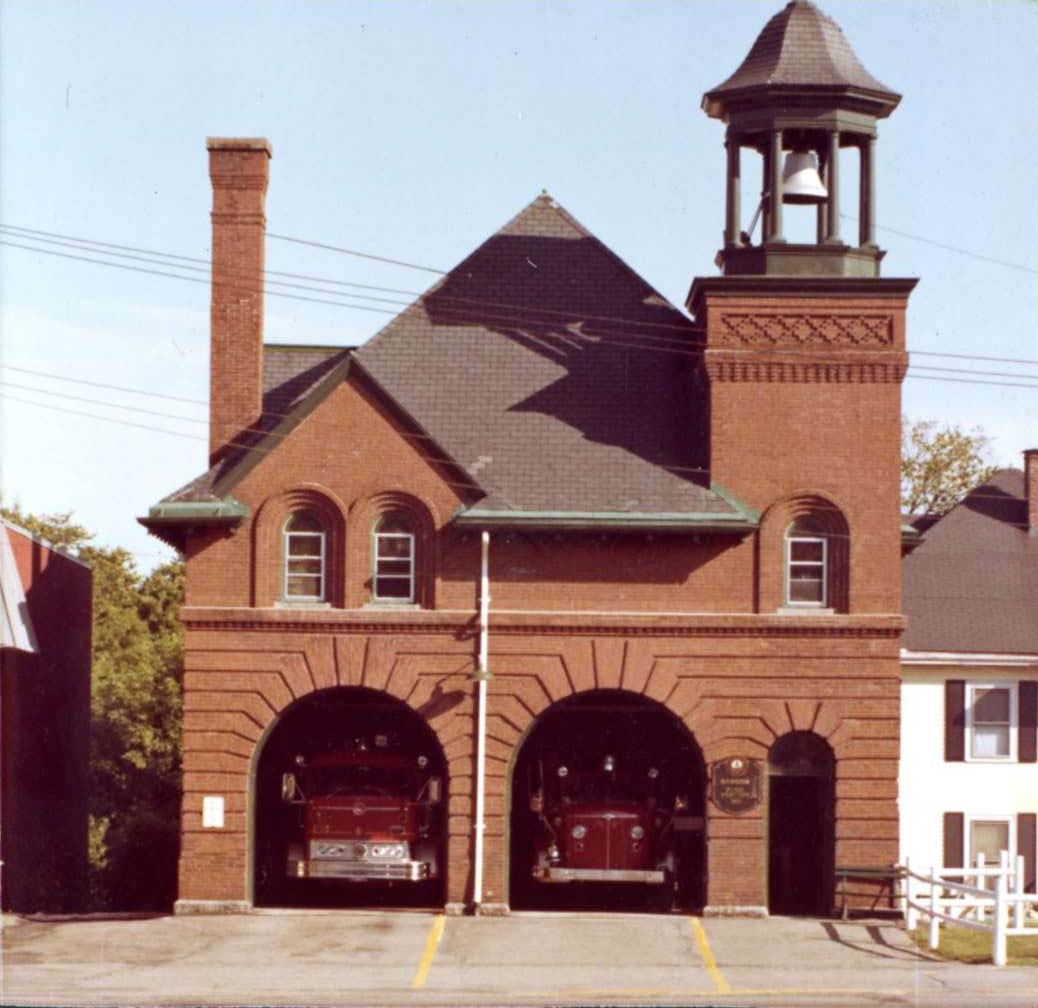
消防車と馬車隊 No. 5、現在は消防博物館

スティーヴン・キングの小説でお馴染みのこのバンゴー市はアメリカ合衆国の中でも安全性の高い都市である。犯罪率は同じような大きさの都市圏の中で2番目に低い。
2007年1月19日から、車の中に18歳以下の者が同乗している場合は、喫煙が禁じられた。条令で、違反者は50ドルの罰金に処せられる。「ニューヨーク・タイムズ」に拠れば、バンゴーは「子供のいる車の中での喫煙を違法とした最初の都市と考えられて」いる。

## 市政と学校
バンゴーは1931年以降市政委員会・シティマネジャー方式を採用しており、市政委員会は9人の委員からなっている。委員のうち3人は3年人気で、毎年一人ずつ選挙で選出される。バンゴーには市長がいないが、市政委員会委員長が非公式だが市長と呼ばれることが覆い。
1996年、バンゴー市政委員会は、地元の店で搾取的労働によって生産された衣類の販売に反対する決議案を全会一致で承認したことでは北アメリカで初めての都市になった。
バンゴーとオーガスタは共にメイン州知事を9期ずつ出しており、メイン州では最大である（エドワード・ケントが2期不連続で務めたものを含む）。この中には現職知事で民主党員のジョン・バルデッチや共和党員としては最後になっているジョン・マッカナンが含まれる。その他の者はブルーアー、ハムデンおよびオロノのような郊外町で生まれたか住んでいる。
バンゴーには公立のバンゴー高校と私立のジョン・バスト記念高校という2つの主要な高等学校がある。公立の中学校は2校、さらに広範な小学校システムがある。

## 行事
バンゴーのステートフェアは毎年7月の最終金曜日から開催され、150年以上の歴史がある。全国的にも最古の部類の祭であり農業展示物、遊園地の乗り物および生演奏などがある。
2002年、2003年および2004年、バンゴーでナショナル・フォーク・フェスティバルが開催された。2005年8月、新しく始められたアメリカン・フォーク・フェスティバルが毎年河面で開催されるようになった。毎年開催されるバンゴー書籍祭にはメイン州に本拠を置く著作家がバンゴー公共図書館などの会場に集まる。
ケンダスキーグ川カヌー競争はバンゴーの直ぐ北にあるケンダスキーグの町で始まり、過去40年間毎年開催される水上の祭である。また毎年ソープボックス・ダービーやポール・バニオン・マラソンも行われている。

## メディア
バンゴー地域にはその大きさのわりに非常に多くの報道支局がある。1815年以来継続して発行している新聞がある。南北戦争が終わるまではおよそ30の日刊紙、週刊紙および月刊紙があった。
「バンゴー・デイリー・ニューズ」は19世紀後半に設立され、アメリカ合衆国でも数少なくなった家族所有の新聞である。「バンゴー・メトロ」は2005年に発刊された地域の事業、生活様式および意見を掲載する高級雑誌である。オルタナティブな生活様式に関する週刊誌「ザ・メイン・エッジ」も市内で発行されている。　
市内には12以上のラジオ局と7のテレビ局があり、テレビ局はNBC、CBS、ABCおよびフォックス放送の各系列局がある。近くのオロノで免許取得したWMEB 12は地域の公共放送サービステレビ局である。ラジオ局のWKIT-FMとWZONはスティーヴン・キングが所有する会社のゾーン・ラジオ・コーポレーションが所有している。WHSNはバンゴーで免許取得した非営利オルタナティブ・ロックの放送局であり、ハッソン・カレッジのキャンパスにあるニューイングランド・コミュニケーション学校のスタッフと学生によって運営されている。市場内の他の局幾つかはブルーベリー・ブロードキャスティングおよびカマラス・メディアが所有している。

## スポーツとリクレーション

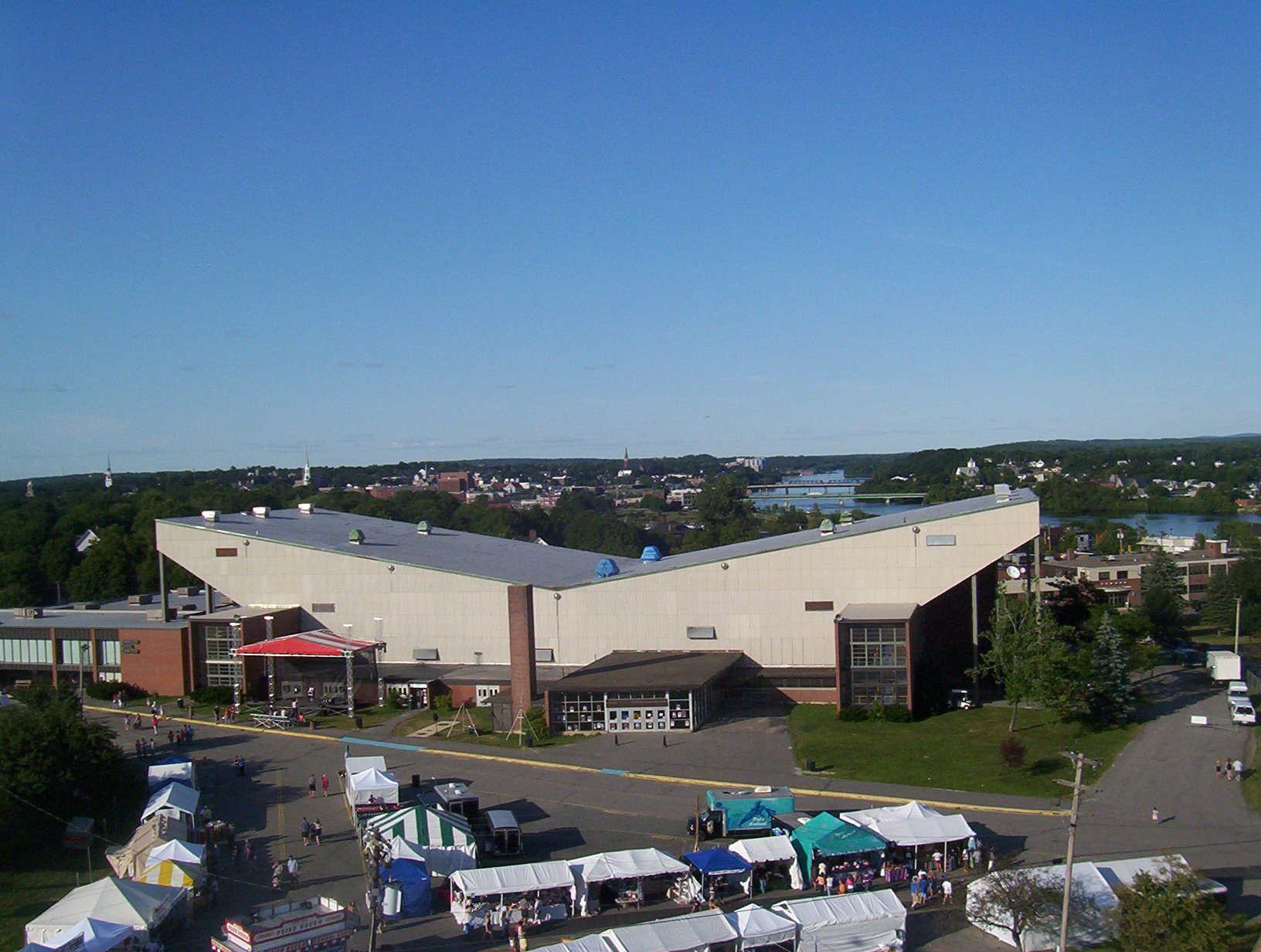
バンゴー公会堂

東メイン高校バスケットボール選手権が毎年2月にバンゴー公会堂で開催され、メイン州中部、東部および北部のファンを惹き付けている。近くのメイン大学ではアメリカンフットボール、アイスホッケー、野球および男女のバスケットボールでカレッジスポーツのチームがある。過去10年間には2つのマイナーリーグ野球チームがあった。バンゴー・ブルーオックスは1996年から1997年、バンゴー・ランバージャックスは2003年から2004年にプレイした。どちらも1995年から1998年に存在したノースイースト・リーグに所属していた。
バンゴー高校のスポーツチームは伝統的な強豪である。野球とバスケットボールでは州内A級に属し、何度もチャンピオンや準優勝になった経験がある。アメリカンフットボールでは、サウスポートランドと競い合っている。男女の水泳でも州内で数々の優勝記録がある。

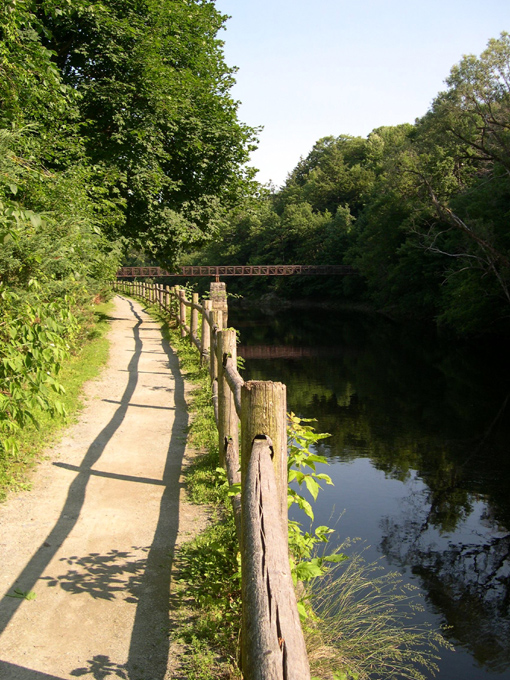
ケンダスキーグ川

バンゴー・レース場では繋駕速歩競走があり、場外馬券売り場もある。またペン・ナショナル・ゲーミングが運営する近くのハリウッド・スロットはメイン州で初めてのスロットマシン賭博場である。2007年に1億3,100万ドルの予算で建設が始まり、約1,000台のスロットマシンがあるゲーム場、7階建てホテルおよび4階建て駐車場がある。2008年夏に議論の多い新ラシノがオープンした。メイン州はラシノが合法である数少ない州の一つであり、バンゴー市にあるものは市の観光業の業態を変えるものと考えられる。
2002年以降の毎年8月、シニアリーグのワールドシリーズが開催されている。
プロレスでもバンゴーは歴史的に重要な役割を果たしてきた。ビンス・マクマホンは1979年にバンゴーでその最初のレスリング試合をプロモートした。1985年、WWCユニバーサル・ヘビー級チャンピオンシップは初めてプエルトリコから外に出てバンゴーで開催された。
バンゴー市民の森など近くの公園、森林および水路では、ハイキング、セイリング、カヌー、狩猟、釣り、スキーおよびスノーモービルなど多種多様な屋外スポーツが楽しめる。
ペノブスコット川はメイン州でも第1の鮭釣り場であり、バンゴー・サーモン・プールは伝統的に最初に捕まえた鮭をアメリカ合衆国大統領に贈ってきた。生体数が減って1999年から2006年まで鮭釣りは禁止されたが、生息数は少しずつ回復している。ペノブスコット川再生計画が現在進行中であり、バンゴーより北にあるダムを取り除いて魚類生息数を増やそうとしている。

## 交通
バンゴーは州間高速道路95号線、アメリカ国道1号線、同2号線およびメイン州道15号線が通っている。州間高速道路95号線の支線である395号線が東部を走っている。ジョシュア・チェンバレン橋（アメリカ国道1号線）、ペノブスコット川橋（州道15号線）および退役兵記念橋（州間高速道路395号線）の3つの橋がバンゴーと隣のブルーアーを結んでいる。
バンゴー国際空港からは5つの航空会社の60以上の路線が発着しており、ボストン、ニュージャージー州ニューアーク、フィラデルフィア、デトロイト、シンシナティ、アトランタ、フロリダ州オーランドまで直行便があり、ニューヨーク市のラガーディア空港とミネアポリスには季節による直行便がある。主要レンタカー会社大半のデスクが空港にある。
近くのバー・ハーバーからはノバスコシア州の地域とを結ぶフェリー便がある。
毎日のバス便は6社が運航しており、バンゴーと周辺の大きな町や都市の全て、さらにはボストン、ニューハンプシャー州ポーツマスおよびニューブランズウィック州セントジョンとを結んでいる
バンゴー市内とオロノのような隣接町内での公共輸送はBATコミュニティ・コネクターのシステムがある。夏季にはバンゴーとバー・ハーバーを結ぶシャトル便がある。

## 軍事施設
ダウ空軍基地は1969年以降市所有のバンゴー国際空港となったが、アメリカ軍とメイン州兵隊がそこの建物を使い、滑走路を共有している。部隊としてはアメリカ空軍の第101空中給油航空団や第132空中給油大隊があり、KC-135給油機を飛ばしている。1947年以来にバンゴーを基地にしている第132空中給油大隊は自隊のことを「マニアックス」と呼んでおり、かつて1976年までは戦闘機大隊だった。
1990年、アメリカ空軍東海岸レーダーシステム運転所が400名以上の人員でバンゴーに開設された。ここではオーバー・ザ・ホライズン・バックスキャッターのレーダーシステムを管制しており、その送信機はメイン州モスコーに受信機はメイン州海岸のコロンビアフォールズにある。このシステムはゼネラル・エレクトリックが設計施工を行い、デジタル・イクイップメントのVAXコンピュータ28台を使い、世界でも最も強力なレーダーで、アイスランドからカリブ海までほぼ北大西洋全体を監視できる。アメリカ西海岸にも同様なレーダーシステムが建設されたが運用はされていない。冷戦の終結と共に、この施設の使命はソビエト連邦からの攻撃を防ぐことから贅沢品に変わり、短期間は薬物阻止にその注意が向けられたが、1997年には費用のかかる冷戦時代の遺物としてその役目を終えた。
1960年から1964年、1ダースのBOMARC地対空ミサイル基地として同様な経験があった。建設後4年間で空軍が放棄し、防御を施したコンクリート製ミサイル掩蔽壕は幽霊のような目印として長く残っていた。バース公園のポール・バニアンの隣に彫像の様に機能停止されたBOMARCミサイルが置かれたことがあった。

## 大衆文化の中のバンゴー

### 本と劇
バンゴーあるいはその分身であるデリーはスティーヴン・キングの多くの小説での舞台となっており、バンゴー市はトランシルマニアの首都であり、ゴシック・ホラー小説に捉われたキング自身が創作した（1960年代のテレビ番組『Dark Shadows』の影響も受けた）。
ジョン・グワールの有名な戯曲『Landscape of the Body』ではバンゴーが主人公の本拠地になっている。ヘンリー・ジェイムズの短編『A Bundle of Letters』ではバンゴー出身のミランダ・ホープがパリを訪れている。ホレス・ポーターの1916年から1919年の連作『Young Aeroplane Scouts』では英雄ビリー・バリーがバンゴー出身であり、ルー・グロスマンの2004年の小説『Codex』の主人公エドワード・ウォズニー、ヘイフォード・パースのタイムトラベル小説『Napoleon Disentimed』のケビン・ディーン・ド・コートニー・マクネアも同様である。リリー・ストレンジの小説『Lost Beneath the Surface』の登場人物テレサ・ブラッカムはバンゴー出身のホラー小説作家である。ケーシー・リン・エマーソンの『Diana Spaulding Mystery』シリーズでは登場人物ベンジャミン・ノースコート博士がバンゴー市の検察医で、犯罪と戦うチームの一員である。
クリスティーナ・ベイカー・クラインの1999年の小説『Desire Lines』ではバンゴーが舞台になっている。アーディアナ・ヘムリン・ノウルズの1988年の小説『Pink Chimneys』は19世紀のバンゴーが舞台になっている。オーエン・デイビスの1923年ピューリッツァー賞受賞劇『Icebound』は近くのビージーが舞台である。トム・ハイマンの1992年の小説『Prussian Blue』ではバンゴーが舞台の一つになっている。
「ザ・シー・ハッグ」と呼ばれるバンゴーにある「陽気な夜の場所」はテネシー・ウィリアムズの短編『Sabbatha and Solitude』に登場する。ラドヤード・キップリングとウォルコット・バレスティアの『ノーラーカ：東と西の話』では、インドの宣教師一家がバンゴーから出発する（さらには故郷のメイプルシロップを配達させる）。
ヘンリー・デイヴィッド・ソローの『メインの森』 にはバンゴーを叙述する下りがある。「夜の帳の星のように、今もそれが作られている森を切り開き、既にヨーロッパの贅沢品や洗練された物で溢れ、その食料雑貨のためにスペインへ、イングランドへ、西インド諸島へその船を派遣している」
ジョン・スタインベックの『チャーリーとの旅』では、バンゴーからすぐ郊外の小さなレストランで重要な教訓を学ぶ。
マーガレット・アトウッドの『侍女の物語』は、ディストピアのギレアデ共和国で「地下の女性道」の途中駅であるかつてバンゴーだった廃墟でカセットテープの詰まった小型トランクを発見するところから始まる。

### 詩
ロバート・ローウェルの『バンゴーからリオへの飛行、1957年』は近くのカスティーネにある彼の夏の家で、友人で詩人のエリザベス・ビショップをバンゴー空港で見送った体験について書かれた。

### 歌
ロジャー・ミラーのカントリーソング『King of the Road』にはバンゴーが出てくる。その詩は「3番目の客車、夜行列車、目的地はメイン州バンゴー」となっている。トラビス・トリットの『Southbound Train』にも同じような歌詞がある。このメインと列車（train）で脚韻を踏むやり方、およびバンゴーを発着地とするのは、1871年のルイス・シュリーブ・オズボーンの歌『Riding Down From Bangor』（あるいは『Riding Up From Bangor』）に初めて登場した。その歌詞は「東の列車にバンゴーから乗った、メインの森で6週間も狩りをした後で」となっている。これはイギリスと南アフリカで録音されたが、アメリカ合衆国では一度も無かった。ジョージ・オーウェルは1945年の随筆『Riding Down from Bangor』でこの歌に触れている。彼は子供時代を回想して「19世紀アメリカについて私が描く絵は、今でも良く知られ、『スコットランドの学生愛唱歌』に載っている（と思う）1つの歌でかなりの正確さで与えられる。」と言っている。この形式を使った最近のものはガリソン・キーラーが2008年3月3日にラジオ番組「プレーリー・ホーム・コンパニオン」で歌ったものであり、「メイン州バンゴー、メイン州バンゴー、船で行くか列車に乗ろう、スリッカーを着るか、雨かもしれない、メイン州バンゴーで」となっている。
バンゴーとオールドタウンを結ぶバンゴー・アンド・ピスカタキス鉄道の1848年の事故は、鉄道の歌『Henry Sawyer』で知られるようになった。
ラッキー・スターの『I've Been Everywhere』の北アメリカ版でバンゴーが出てくる。ジョージ・ストレイトの『How 'bout them Cowgirls』には、「私はキー・ビスケインまで動いて、メイン州バンゴー経由でチャイタウンに行った」という歌詞がある。
ミネアポリスのインディグループ「ザ・ゴッド・ダム・ドゥー・ウォップ・バンドの『The Rooftops of Bangor』はメンバーであるカティ・ナーデンへの1通のラブレターにあった文章が作詞の契機になった。
オールドタウン生まれのパティ・グリフィンは、2007年グラミー賞候補となったアルバム『Children Running Through』の自叙伝的歌『Burgundy Shoes』の第1節で「バンゴーに向かうバス」と歌っている。
ダークス・ベントレーの歌『Band of Brothers』でもバンゴーが出てくる。その歌詞は「サンディエゴのバーからメイン州バンゴーまで横切って」となっている。

### 映画とテレビ
スティーヴン・キングの小説を元にした映画数本がバンゴーの周辺で撮影されてきた。『ランゴリアーズ』は一部をバンゴー国際空港で撮影された。『ペット・セマタリー』と『Graveyard Shift』にはマウントホープ墓地とバンゴー浄水場で撮影されたシーンがある。『Creepshow 2』ではバンゴー、ブルーアーおよび近くのデクスターで撮影されたシーンが使われた。1996年の映画『Thinner』ではキング自身が「バンゴー博士」という登場人物で出演した。1984年の映画『炎の少女チャーリー』（原題は『ファイアスターター』）は世界公開がバンゴーの映画館で行われ、キングと主演女優ドリュー・バリモアおよび製作総指揮ディノ・デ・ラウレンティスも出席した。
ヘディ・ラマーが主演した1946年の映画『The Strange Woman』はベン・エイムズ・ウィリアムズの小説を元にしており、19世紀のバンゴーを舞台にしている。
1960年代のテレビ番組『Dark Shadows』の舞台は、第1話の台本によるとバンゴーから50マイル (80 km) の架空の町メイン州コリンズポートとなっている。同様に架空の「バンゴー・パインホテル」は1年目の2つのシーンで現れた。スティーヴン・キングの小説に基づく『デッド・ゾーン』の舞台ははクリーブスミルズと呼ばれるバンゴー郊外になっている。
2004年のテレビ映画『Celeste in the City』の主人公はバンゴー出身である。
1987年の『レイト・ショー・ウィズ・デイヴィッド・レターマン』では、バンゴーでは異常に低い視聴率であることが分かった後で、この番組のオンエアキャンペーンを行った。レターマンは地元の電話帳からランダムに名前を読み上げることまでやった。
カナダのテレビ番組『トレーラーパークボーイズ』では、7年目のエピソード「道路の友人」でバンゴーの列車会議を登場させている。

### 漫画
マーベル・コミックの悪党登場人物「MODOK」はバンゴー生まれの技術屋ジョージ・タールトンの実験室から作り出された。G.I.ジョーの登場人物スニーク・ピークやクリスタル・ボールの母もバンゴー出身である。DCコミックスの『Dial H for Hero』シリーズもバンゴー郊外が舞台である。

### スポーツ
丸太乗り競技の上級者は伝統的に「バンゴー・タイガー」と呼ばれてきた。これは19世紀にペノブスコット川の筏乗りに与えられた名前だった。

### 料理

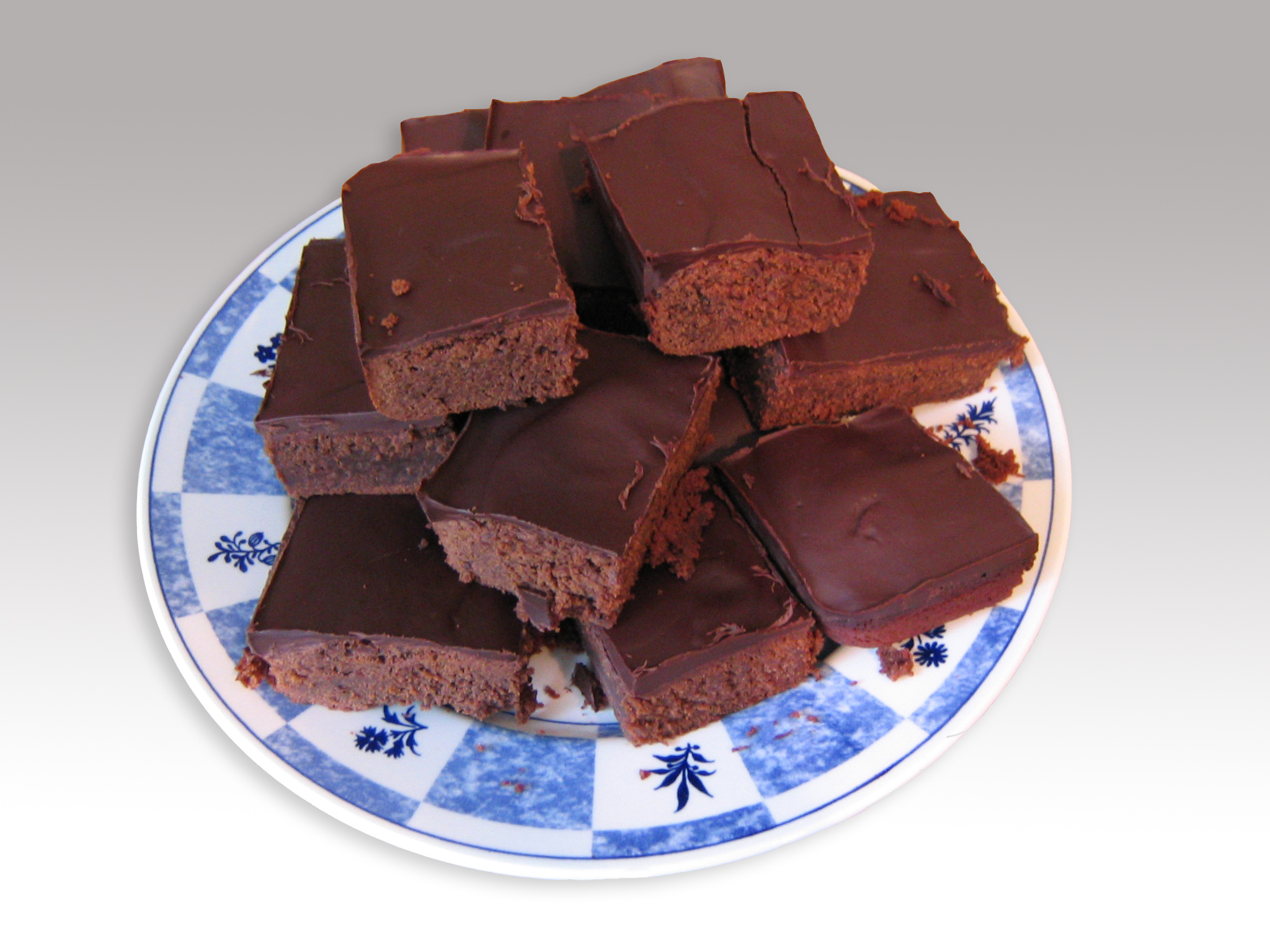
チョコレート・ブラウニー

チョコレート・ブラウニーについて最も初期に文書になったレシピには「バンゴー・ブラウニー」と書かれている。ファニー・ファーマーは1896年の料理本に「ブラウニー」を掲載したが、これは糖蜜フレーバーのものであり、トップにナッツが載って、一つ一つフライパンで焼かれていた。今日チョコレート・ブラウニーとして我々が認める最初のレシピは1905年4月2日にボストン・デイリー・グローブが発行したものである。
1907年にウォルター・ローニー・チョコレート社が出版した『ローニーの料理本』には、チョコレート・ブラウニーについて2つのレシピが載っている。1つはチョコレートが多くフライパンで焼かれたものであり、やはり「バンゴー・ブラウニー」と呼ばれている。レシピにおけるこの呼び方は1950年代まで続けられた。
1872年の『アップルドア料理本』には「バンゴー・ケーキ」のレシピがあり、1886年の『女性参政権論者の料理本』にも再掲され、1916年まで続いた。
プラムの変種、「マクローリン」と「ペノブスコット」について、1846年にバンゴーのジョン・マクローリンの庭園で初めて識別され、同年、A・J・ドーニングの『園芸学者』に掲載された。マクローリンは1850年代までに最も著名なアメリカで栽培されるプラムとなり、「園芸雑誌」に拠れば「芳醇で甘味なフレーバー」で他種を凌いだ。両種とも北アメリカやヨーロッパで栽培され続けている。

### 船舶
アメリカ合衆国で最初の鉄船殻外洋蒸気船はザ・バンゴーと名付けられた。1844年にデラウェア州ウィルミントンのハーラン・アンド・ホリングスワース社で建造され、バンゴーとボストンの間で船客を運ぶことが目指された。しかし、1845年の2度目の航海で、カスティーネ沖で火災になって沈んだ。メイン州バースで再建造され、短期間以前と同じ航路に就航したが、間もなく米墨戦争で使うために連邦政府に買い上げられた。
それより前の蒸気船バンゴーは、1833年にボストン・アンド・バンゴー蒸気船会社のために、ニューヨークのベル・アンド・ブラウン社が建造した。1842年まで就航した後、トルコの会社に買収されて、スダバーと改名され、イスタンブールのフェリーとして使われた。
ザ・バンゴーという名の4本マスト・スクーナーが1891年にカリフォルニア州ユーレカで建造された。1894年にイーストボストンで建造されたザ・シティ・オブ・バンゴーはイースタン蒸気船会社の蒸気船であり20世紀初期にバンゴーとボストンの間を毎日運航した。タコマ級フリゲート艦USSバンゴーは1943年に就役し、第二次世界大戦では北大西洋輸送船団を護衛した。

### 事業
ニューヨーク証券取引所にはバンゴーを社名に使った会社2社が上場していた。バンゴー・アンド・アルーストック鉄道は1891年から2003年まで運行され、地元資本化が設立して当初はバンゴーに本社を置いた。1964年、ボストンが所有しキューバに本拠を置くプンタ・アレグレ砂糖会社と合併し、バンゴー・プンタ・アレグレ砂糖会社に、1967年以降は単にバノー・プンタに社名を変えた。この会社の取締役でバンゴー・アンド・アルーストック鉄道の元社長カーティス・ハッチンスの助言により、鉄道は1969年に売却されたが、ハンガリー系アメリカ人財務家ニコラス・サルゴが経営するバンゴー・プンタ社は、バンゴー出身のハッチンスを取締役にしたままで、1960年代の古典的コングロマリット（複合企業体）となり、武器メーカーのスミス・アンド・ウェッソン、パイパー・エアクラフトおよび多くのヨットメーカーを系列に抱えていた。その存在期間の大半でフォーチュン500にも入っていた。サルゴは1974年に引き抜かれ、会社は1984年に解散した。

## 地区
- ブロードウェイ
- ウェストブロードウェイ／ホイットニー公園
- フェアマウント
- ジャドソンハイツ
- バンゴー・ガーデンズ
- リトルシティ
- チャピン公園（ツリー通り）
- ケイプハート
- オールド・ケイプハート